# El circo (canción)
«El circo» es el nombre de una canción mexicana de 1996 escrita por Jesse Armenta y grabada por el grupo musical mexicano Los Tigres del Norte. 
La canción fue incluida en el álbum "Unidos para siempre" y encabezó las listas Billboard Hot Latin Songs y Regional Mexican Airplay de los Estados Unidos en 1996.

## Composición y letra
«El circo» es un corrido y canción de protesta escrita por Jesse Armenta, quien llevaba décadas trabajando con Los Tigres del Norte.
La letra describe a dos hermanos, "Carlos" y "Raúl" (en referencia a Carlos Salinas de Gortari, presidente de México de 1988 y 1994, y su hermano Raúl Salinas de Gortari), quienes forman un "circo" (un cartel de la droga). y deshacerse de los demás "circos" del país. Después de que los hermanos se enriquecieran, Raúl hace desaparecer el dinero de Carlos (en referencia a la crisis del peso mexicano de 1994 o conocido como, "El error de diciembre") y su circo termina. Raúl es encarcelado, mientras Carlos sale del país, y el pueblo finalmente está en paz, a menos que llegue otro circo y la historia se repita.
En 2013, Gustavo Orellana del OC Weekly consideró «El circo» como la segunda mejor canción jamás grabada por Los Tigres del Norte, y describió que con la canción "de manera exigente y sardónica, Los Tigres del Norte detallan cómo los Gortaris se robaron las elecciones de 1988", y se enriquecieron en el proceso, dejando a México en ruinas mientras huían hacia los bancos de Suiza y la tierra libre de extradición de Irlanda". Orellana también calificó de proféticos los últimos versos de la canción, dado que el PRI (partido político que gobernó México de 1929 a 2000 y al que estaban afiliados los hermanos Salinas) regresó al poder en 2012 con Enrique Peña Nieto como presidente de México.

## Gráfica
| Gráfica (1996)                           | posición más alta |
| ---------------------------------------- | ----------------- |
| U.S.A Billboard Hot Latin Tracks         | 1                 |
| U.S.A Billboard Regional Mexican Airplay | 1                 |